# Oostenrijks-Hongaars ministerie van Buitenlandse Zaken

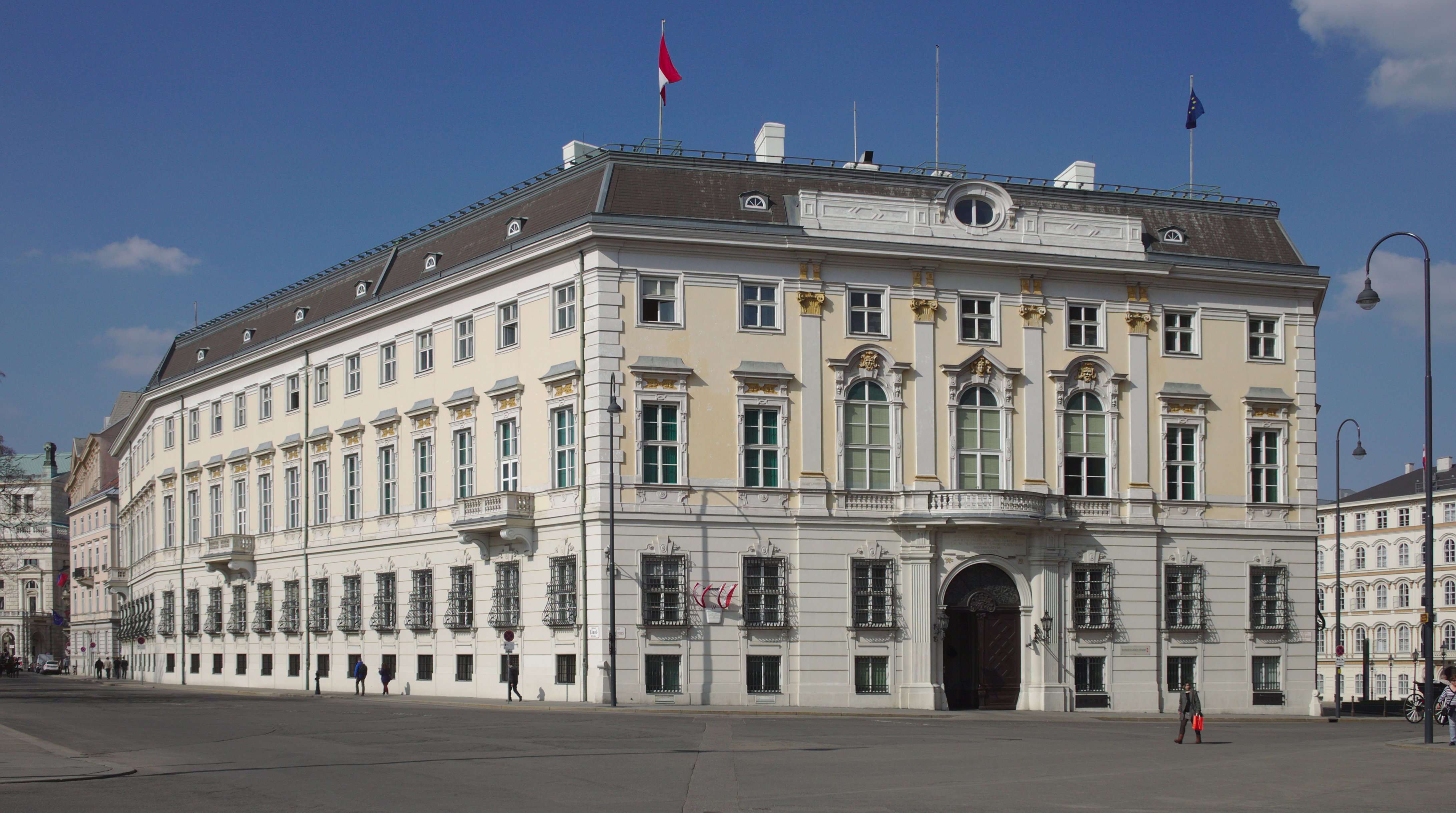
Het voormalige ministerie van Buitenlandse Zaken op de Ballhausplatz

Het keizerlijk en koninklijk ministerie van Buitenlandse Zaken (Duits: k. u. k. Ministerium des Äußern) was het ministerie bevoegd voor de buitenlandse betrekkingen van Oostenrijk-Hongarije vanaf de totstandkoming van de Dubbelmonarchie in 1867 tot haar ontbinding in 1918.

## Geschiedenis

### Habsburgse rijk
De geschiedenis van een Oostenrijkse diplomatieke dienst begon toen keizer Karel VI in 1720 zijn hofkanselier graaf Philipp von Sinzendorf aanstelt tot minister van de "Geheime Conferentie", verantwoordelijk voor de buitenlandse betrekkingen van de Habsburgse monarchie. Van 1753 tot 1792 was staatskanselier vorst Kaunitz verantwoordelijk voor het Oostenrijkse buitenlandbeleid.

### Keizerrijk Oostenrijk
Na de oprichting van het keizerrijk Oostenrijk in 1804 bleef het buitenlandbeleid een prerogatief van de keizer en de minister die hij hiervoor had aangesteld, belichaamd door vorst Klemens von Metternich, die deze functie gedurende de hele Biedermeierperiode uitoefende en van zijn "Geheime Hofkanselarij" (Geheime Hofkanselei) op de Ballhausplatz in Wenen, naast de Hofburg, een waar Europees machtscentrum maakte. Het barokke gebouw, waar het Congres van Wenen had plaatsgevonden, was gebouwd in 1719 volgens de plannen van architect Hildebrandt. Het woord Ballhausplatz werd vaak gebruikt als een metonymie voor dit ministerie, net zoals Quai d'Orsay vaak gebruik wordt voor het Franse ministerie van Buitenlandse Zaken.

### Oostenrijk-Hongarije

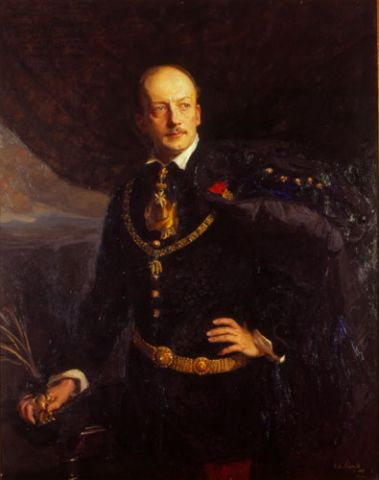
Graaf Leopold Berchtold, buitenlandminister van 1912 tot 1915

Ten gevolge van de Ausgleich in 1867 werd het ministerie van Buitenlandse Zaken een van de drie gemeenschappelijke (keizerlijke en koninklijke) ministeries, samen met het ministerie van Oorlog en het gemeenschappelijke ministerie van Financiën, dat bevoegd was voor het gemeenschappelijke beleid van de Dubbelmonarchie, dus het buitenlandbeleid, het Oostenrijks-Hongaarse leger en de marine. De minister werd aangesteld door de keizer en was tevens de voorzitter van de ministerraad voor Gemeenschappelijke Aangelegenheden, het bestuursorgaan van Oostenrijk-Hongarije. Het hoofdkwartier van het ministerie bleef op Ballhausplatz 2 gevestigd.
Direct onder de minister stond een "eerste sectiechef" of "eerste afdelingshoofd" (cfr. directeur-generaal), als gemachtigde van de minister en tevens bevoegd voor administratieve aangelegenheden. Onder de "eerste sectiechef" stond de "tweede sectiechef", die bevoegd was voor de politieke afdeling van het ministerie. Het Evidenzbureau, de militaire inlichtingendienst, werd opgericht in 1850 en rapporteerde aan het buitenlandministerie. Vanaf de Eerste Wereldoorlog viel het Evidenzbureau echter onder de generale staf.
De diplomatieke inspanningen van het ministerie van Buitenlandse Zaken vermochten verschillende Europese staten echter niet van de indruk ontdoen dat Oostenrijk-Hongarije een mogelijke tegenstander was. Buitenlandminister graaf Gustav Kálnoky kon de Tweebond met het Duitse Keizerrijk in 1882 weliswaar uitbreiden naar de Driebond met het koninkrijk Italië erbij, maar deze alliantie barstte tijdens de Eerste Wereldoorlog. Minister van Buitenlandse Zaken graaf Leopold Berchtold droeg in 1914 bij tot de Juli-crisis door zijn ultimatum aan Servië. Hij en stafchef graaf Conrad von Hötzendorf drongen bij keizer Frans Jozef aan op oorlog.
Op het einde van de Eerste Wereldoorlog viel de Dubbelmonarchie uiteen en nam staatskanselier Karl Renner de regeringsmacht in Duits-Oostenrijk over. De laatste Oostenrijks-Hongaarse minister van Buitenlandse Zaken was Ludwig von Flotow, die pas in 1920 afstand deed van zijn ambt.